# BSG Motor Zschopau
BSG Motor Zschopau is een Duitse voetbalclub uit Zschopau, Saksen.

## Geschiedenis
De club werd op 19 november 1919 opgericht als 1. Zschopauer FC. Nadat de plaatselijke rivaal en arbeidersclub SpVgg Frei Sport Zschopau in 1933 verboden werd traden enkele spelers van deze club FC bij. De club slaagde er niet in om te promoveren naar de hoogste klasse, maar behaalde in de bekercompetitie wel enkele successen door te winnen tegen grote clubs als Planitzer SC en Konkordia Plauen.
Na de Tweede Wereldoorlog werden alle Duitse voetbalclubs ontbonden. De club werd heropgericht als SG Zschopau op 10 augustus 1945. In 1950 werd de club omgevorm tot een BSG en nam de naam BSG Motor Zschopau aan. De club slaagde er niet in te promoveren naar een van de twee hoogste klassen. In 1990 werd de club kampioen van de Bezirksliga Karl-Marx-Stadt, maar liet het in de eindronde om promotie afweten.
Na de Duitse hereniging werd de naam gewijzigd in SpVgg Zschopau en de club ging in de Landesliga Sachsen spelen, de vierde klasse. Na winst in de Sachsenpokal plaatste de club zich voor de eerste ronde van de DFB-Pokal en verloor daar al in de eerste ronde van Rot-Weiß Hasborn-Dautweiler. In 1995 degradeerde de club naar de Bezirksliga, door de invoering van de Regionalliga een jaar eerder nu de zesde klasse, en de naam werd gewijzigd in Zschopauer FC.
In 2005 ging de club failliet en werd heropgericht onder de DDR-naam BSG Motor Zschopau, al betekende BSG nu niet meer Betriebssportgemeinschaft maar Ballspielgemeinschaft.